# حوزه انتخابیه دوم کارولینای شمالی
حوزه انتخابیه دوم کارولینای شمالی یک حوزه انتخابیه مجلس نمایندگان آمریکا است که در ایالت کارولینای شمالی قرار دارد.